# Bukowina Sycowska
Bukowina Sycowska (do 1945 niem. Bukowine) – wieś w Polsce położona w województwie dolnośląskim, w powiecie oleśnickim, w gminie Międzybórz.
W miejscowości jest przystanek kolejowy Bukowina Sycowska.

## Historia
Polską nazwę miejscowości w formie Bukowina w książce "Krótki rys jeografii Szląska dla nauki początkowej" wydanej w Głogówku w roku 1847 wymienił śląski pisarz Józef Lompa. Podając, że w miejscowości znajduje się ujęcie wody mineralnej. Obecna nazwa została administracyjnie zatwierdzona 12 listopada 1946.
W latach 1954–1968 wieś należała i była siedzibą władz gromady Bukowina Sycowska, po jej zniesieniu w gromadzie Międzybórz. W latach 1975–1998 miejscowość administracyjnie należała do województwa kaliskiego.

## Demografia
Według Narodowego Spisu Powszechnego (III 2011 r.) liczyła 531 mieszkańców. Jest największą miejscowością gminy Międzybórz.

## Zabytki
Do wojewódzkiego rejestru zabytków wpisany jest:
- Dwór w Bukowinie Sycowskiej, obecnie dom nr 33, z pierwszej połowy XIX w.